# Echo Turku
Echo Turku – tygodnik lokalny ukazujący się na terenie powiatu tureckiego. Pismo jest niejako kontynuacją przedwojennego Echa Tureckiego.
Pismo prezentuje najważniejsze dla powiatu wydarzenia samorządowe, gospodarcze, kulturalne i sportowe. Objętość gazety wynosi 36 stron. Nakład tygodniowy wynosi 10000 egzemplarzy. Wydawcą jest wydawnictwo Przegląd Koniński.